# Radegunda
Radegund, född 520, död 587, var en frankisk drottning som gift med kung Chlothar I.
Hon var dotter till kung Bertachar av Thüringen. Hennes far mördades 525 av sin bror Hermanafrid. 
År 531 erövrades Thüringen av Chlothar I, som dödade Hermanafrid och tillfångatog Radegunda. Chlothar I gifte sig med Radegunda 540. Hon var en av hans sex hustrur och konkubiner. Paret fick inga barn. Hon blev känd för sin fromhet. 
År 550 mördade hennes make hennes bror Radegunda separerade då från sin make, bad biskopen av Noyon att viga henne till diakonissa och grundade sedan klostret Sainte-Croix i Poitiers, där hon blev abbedissa. 
Hon vördas som helgon av den katolska kyrkan. 